# Fam (singolo)
Fam è un singolo del rapper italiano Zoda, pubblicato il 11 dicembre 2020.

## Descrizione
Prodotto da DOD e Manuel Finotti, il testo parla di un rapporto tra il rapper e una ragazza, ma che nei suoi confronti non sembra di amarlo.

## Tracce
1. Fam – 3:03